# Université du Botswana, du Lesotho et du Swaziland
L'université du Botswana, du Lesotho et du Swaziland (UBLS) est une ancienne université entre 1964 et 1975 couvrant les trois pays africain avant la fondation respective de l'université nationale du Lesotho, l'université du Botswana et l'université d'Eswatini.
Anciennement connue sous le nom de l'université du Basutoland, du Bechuanaland et du Swaziland (UBBS), elle avait son siège au Lesotho. L'UBBS s'était développée à partir du Collège universitaire catholique Pie-XII à Rome, qui souhaitait implanter durablement l'enseignement supérieur catholique en Afrique australe. En 1964, l'université compte 188 étudiants.
L'UBLS a décerné ses premiers diplômes en avril 1967, après une période de transition au cours de laquelle d'anciens étudiants du Collège Pie-XII ont continué à obtenir des diplômes de l'université d'Afrique du Sud. L'université est devenue l'université du Botswana et du Swaziland (UBS) après la création de l'université nationale du Lesotho le 20 octobre 1975. L’établissement a été fermé après l’année scolaire 1981-1982.

## Personnalités liées à l'université
- Qinisile Mabuza, première femme juge nommée au Eswatini et première femme procureur en 1978[2].